# Municipio de Franklin (condado de Sampson)
El municipio de Franklin (en inglés: Franklin Township) es un municipio ubicado en el  condado de Sampson en el estado estadounidense de Carolina del Norte. En el año 2010 tenía una población de 2.228 habitantes.

## Geografía
El municipio de Franklin se encuentra ubicado en las coordenadas 34°41′41.61″N 78°15′40.99″O / 34.6948917, -78.2613861.